# Skene
Skene es un lugar designado por el censo ubicado en el condado de Bolívar en el estado estadounidense de Misisipi. En el Censo de 2020 tenía una población de 210 habitantes y una densidad poblacional de 19,66 habitantes por km². Fue incluido como CDP en el censo de 2020. 

## Geografía
Skene se encuentra ubicado en las coordenadas 33°42′14″N 90°47′51″O / 33.70389, -90.79750. Según la Oficina del Censo de los Estados Unidos,  tiene una superficie total de 10,68 km², todos correspondientes a tierra firme.